# Folkingham
Folkingham est un petit village et une paroisse civile situé au nord de Bourne, à l'extrémité nord du district du Sud Kesteven dans le sud du Lincolnshire, Angleterre. Au recensement de 2001, sa population était de 729 habitants et au recensement de 2021, elle comptait 779 habitants.
Le village doit son origine à la rencontre de commerçants, d'agriculteurs, de chasseurs, de voleurs et de colporteurs.